# KiYO
KiYO（キヨ、3月16日 - ）は、日本の音楽家、音楽プロデューサー、作曲家、ロックバンド「Alias」のドラマー、ラジオパーソナリティ。クリエイター集団「i2 Creative Japan」代表を務める実業家である。大阪市港区出身、血液型はO型。

## 来歴
大阪市生まれの大阪市育ち。主に関西と関東でのバンド活動・ライブサポート等を経て、テレビ局や音楽専門チャンネル公式モバイルサイトのサウンドメイク、トータルディレクションに従事。以降エンタメとIT全般を2軸に、様々なプロジェクトを担当。現在は大阪と台湾に在住。
在米日本人ギタリストのTomo Asaha、二胡奏者の中西桐子らと「Alias」を結成。ユニークな音楽性と斬新なプロモーション手法で、公開楽曲は全て主要音楽系配信サイトにおいてトップランクを獲得。後にアジア最大級ロックフェスでの初ライブと台湾デビューに至る（詳細はAliasを参照）。
大阪のモバイル開発会社で、サウンドからウェブ全般まで、あらゆる部署を横断し、一通りの知識とノウハウを叩き込まれる。また関西の主要テレビ局を担当していた経緯から、ワンセグのデータ放送を作るスキルまで習得している（参入には至らなかったが、個人的に一通り勉強しているとの事）。
元「KWANSEI MUSIC DOME 〜関西インディーズ・ライブハウス総合携帯サイト〜」編集長。
エー・ビー・シーメディアコム（朝日放送の子会社）が、インデックスと共同で立ち上げた在阪民放局初の独自ミュージックレーベル「中之島レコーズ」で、所属アーティスト、タレントのプロデュース、マネジメント、A&Rまで担当。
東アジア統一レーベル「FREE PLANET MUSIC LEAGUE(自由惑星音樂聯盟)」の大阪ブランチ顧問。
キャットミュージックカレッジ専門学校音楽ビジネス専攻の特別講師も務めていた。
コスプレアニメソングDJサオリリスの「全国47都道府県萌えおこしツアー」九州地方キャスティングや、ダンスアイドルグループI LoVUの台湾フェス出演等、国内外のイベントも幅広く手掛けている。
2014年よりFM-HANAKOのパーソナリティを担当しており、YouTube Liveにて動画の配信も行っている。
和太鼓パフォーマンスグループ打打打団天鼓の創設30周年に寄せて楽曲を提供。同グループの周年企画として放送された88時間ノンストップのラジオ番組にもテーマソングとして使用された（ボーカルはメンバーの増岡大志が担当）。
Instagramのストーリーズにて、演奏動画を不定期更新している。Aliasの楽曲ほかK-POPのカバー等も公開しており、ドラムやピアノ、ギターシンセサイザーなども自身で演奏している（公開動画はプロフィールページのハイライトから閲覧可能）。

## 人物・エピソード
名前の正式な表記は「KiYO」であり、「i」だけが必ず小文字である（理由は不明）。
Aliasでは、ほぼ全ての曲を作曲しながら、ドラム、エレクトリックドラム、ピアノ、キーボード、サンプリング等、多岐にわたり担当している。レコーディングではボーカルのエディットも自ら行っている。
アジア方面をはじめとする海外での仕事が多く、FacebookやTwitterでは英語での投稿が多い。
「聖闘士星矢 THE LOST CANVAS 冥王神話」ファンを公言しており、原画展にも足を運ぶほど。同作品の著者である手代木史織も、自身のブログにて「すごいかっちょいい曲ばかりなのです！」とAliasを紹介。それに対しKiYOもまた「恐縮すぎて寿命減りました」と、手代木に向けて返信している。
凛の台湾公演プロデュースや、La'cryma Christi大阪公演で楽屋へ挨拶に訪れる等、ヴィジュアル系バンドとの関わりがブログ等から確認できる。
「御主人様専用奇才楽団〜Virgil〜」の「Lost Sense」のテレビタイアップ（朝日放送「ビーバップ!ハイヒール」）は、KiYOの仕事によるもの。
ト9nineのメンバーとはアマチュア時代から交流がある。ブログではあえてメンバー名を書いていないが、「関西出身の2人」「大阪市内のコンテスト」という表現から、吉井香奈恵と村田寛奈だと思われる。
アマチュア時代に少しの期間だけKATSUJIのローディーをしていた。高校の先輩で、KiYOの兄の同級生である。

## 関連番組・媒体
- 毎日放送「ベリータ」連動企画「神コレに行こう！」
- 「KWANSEI MUSIC DOME 〜関西インディーズ・ライブハウス総合携帯サイト〜」
- ABCテレビ「ミューパラ特区」
- 朝日新聞『消えた「男の子」メディア社会の中で5 クルマとバンド』
- ABCテレビ・テレビ朝日「熱闘甲子園」
- NHK大阪放送局「あほやねん!すきやねん!」番組内「あほ!すき!バンド道場」
- 東京ニュース通信社「MySpace From JP.」
- ABCテレビ「風に向って走れ!〜芸大女子駅伝部〜」
- WebTV 「LOVE JAPAN」
- 樂窟音樂Raku Music「視覚楽窟VISUALZINE」
- FM-HANAKO「もりかど生活向上委員会　とびっきりサンデー」他[3]

## 関連作品
- Alias：詳しくはAliasの作品を参照
- THE STAR CLUB：「WE ARE THE BEST/TYPHOON NO.16」
- 矢沢洋子：「Give Me!!!」
- DaizyStripper：「MASTERPIECES」
- Sky：インディーズ時代の作品
- 中野サユリ：「ミツケテ」*"野元 清隆"名義
- 百合華：「STORY」
- 大西ユカリ：「フォーエバー係長のブルース」
- Smile39：「I miss you」「素敵な口実」
- 赤井英和：「たこ焼き音頭」
- 椎名法子：「だから笑うんだ」　…他[3]

## 関連イベント
- MBSラジオまつり
- 神戸コレクション - 神戸/横浜会場
- ORC200 ヴォーカルクイーンコンテスト
- a-nation - 大阪/神戸公演パワーステージ
- ABCラジオまつり
- SUMMER SONIC - 大阪会場
- 中之島音楽特区（ミュージックパラダイス）
- 中国揺滾迷笛奨 MIDI AWARD - 中国北京市
- 搖滾臺中 Rock in Taichung - 台湾台中市
- Spring Scream 春天吶喊 - 台湾屏東県
- KISAKI ADVENT IN TAIPEI ～Obscure Extra Show～ - 台湾台北市
- 香港FILMART - 香港コンベンション&エキシビションセンター
- Wake Up Festival - 台湾嘉義市
- 山海屯音樂祭 HEART-TOWN FESTIVAL - 台湾台中市
- 第69回カンヌ国際映画祭 - フランス カンヌ
- 打打打団 天鼓　和太鼓コンサート『カルメン』 -  近鉄アート館（大阪市）　…他[3]